# Vatra Dornei
Vatra Dornei – miasto w Rumunii, w okręgu Suczawa, nad rzeką Bystrzyca, w Karpatach Wschodnich. W 2011 roku liczyło 13427 mieszkańców.
Zostało założone wzdłuż drogi z Bystrzycy do Kimpulunga, tzw. Kaiserstraße, zbudowanej w 1783 r. przez architekta z Wiednia – Artura Doczi. Miała ona długość 172 km i zapewniła rozwój miasteczka. W XIX w. był to słynny kurort wypoczynkowy. Dziś jeszcze w centrum można oglądać pozostałości po pijalni wód i sanatoriach.

## Opis
Przez centrum Vatra Dornei przebiega linia kolejowa. Stacja Dorna Watra (ob. Vatra Dornei) była końcową na linii z Suczawy otwartej w 1902 r., w austriackiej części Austro-Węgier, najbardziej oddaloną od Wiednia. Układ ulic oparty jest w dużym stopniu na centralnej lokalizacji dworca (Vatra Dornei Băi; dworzec Vatra Dornei znajduje się w północnej części miasta, nad Bystrzycą). Obok dworca płynie Dorna, za którą jest główny park (z kilkoma budowlami zabytkowymi oraz źródłami mineralnymi). Na wysokości parku i dworca znajduje się główny most na Dornie. Most ten stanowi środek miasteczka. Po jego południowej stronie, wokół parku, znajdują się sanatoria, hotele i nowa prawosławna katedra Świętej Trójcy, oparta na klasycznych kanonach budownictwa.
Po tej stronie rzeki znajduje się też kolejka krzesełkowa, którą można wjechać na pobliskie szczyty. Nieopodal kolejki, przy strada Negrestilor znajduje się na górce cmentarz żydowski, zawierający około 500 macew. Na starszych grobach napisy są po hebrajsku, czasem po niemiecku, na nowych już napisy rumuńsku. Po drugiej stronie mostu znajduje się deptak ze sklepami i restauracjami (również budynkiem starej synagogi). Prowadzi on do głównej ulicy strony północnej, równoległej do rzeki. Jest to część starej Kaiserstraße. Przy niej położona jest większość sklepów, kościół katolicki, szpital, poczta i siedziba władz lokalnych. Na tej ulicy znajduje się niewielkie muzeum etnograficzne, zawierające trochę przedmiotów gospodarczych, hafty, ubiory lokalne i rekonstrukcję wnętrza chałupy wiejskiej. W mieście rozwinął się przemysł drzewny oraz spożywczy.
Dawniej w Vatra Dornei mieszkało sporo Niemców. W 1940 r. wielu wyjechało do Niemiec, w 1944 r. Armia Czerwona wywoziła pozostałych na Sybir. Po wojnie pozostało ich niewielu, obecnie ok. 200 osób – głównie katolików, lecz także 50 luteran. Kościół ewangelicki został zamieniony na cerkiew, lecz odbywają się w niej także nabożeństwa protestanckie. Przed wojną w Vatra Dornei mieszkało też ok. 40 rodzin polskich. W tej chwili jest ich dziesiątka. Katolików w 1998 r. było 217 rodzin, czyli 483 osoby. Byli to głównie Niemcy, trochę Polaków i Rumuni.
Vatra Dornei leży w otoczeniu czterech pasm górskich, jest to więc dogodna baza na wędrówki górskie. Można stąd udać się na północ w mało uczęszczane Góry Suhard lub na południe w popularniejsze pasmo Dwunastu Apostołów, otoczone skałami, przypominającymi apostołów. Można również wybrać się na południowy wschód, w Góry Bystrzyckie. Są to jednak góry dzikie, puste, zalesione i o dosyć ostrej rzeźbie terenu. Występują w nich niedźwiedzie. W kierunku wschodnim jest wejście na pasmo Rarau i Giumalau, prowadzące oznakowanym szlakiem.

## Linki zewnętrzne

Dzisiejszy okręg Suczawa, z zaznaczoną Bukowiną południową